# ルート66 (曲)

国道66号線のルート

「ルート66」（(Get Your Kicks On) Route 66）は、ボビー・トゥループが1946年に作詞・作曲したアメリカ合衆国のポピュラー・ソングである。ジャズのスタンダード曲として名高い。
トゥループはジャズ・ピアニストで小粋な弾き語りも得意とし、ソングライターとして、また著名な女性ジャズ歌手ジュリー・ロンドンの夫としても知られる。この曲は代表作で、愛車でのドライブ中に思い付き、同乗していた友人と早速合唱してみて、いたく気に入ったことから世に出たという。
タイトルとなっている「ルート66」は、イリノイ州シカゴとカリフォルニア州サンタモニカ（ロサンゼルス郊外）を結ぶ国道66号線のことである。歌詞はこの道を走っての旅へ誘う内容で、途中には沿線各地の地名が登場する。シンプルなリフを基調とする平易で親しみやすい曲調と、観光案内的で軽快かつコミカルな歌詞とが相まって広く好まれ、ナット・キング・コールの歌唱によるヒット以来、半世紀以上に渡って歌い継がれている。

## カヴァー
- 1946年 - ナット・キング・コール、ビング・クロスビー&アンドリュー・シスターズでそれぞれヒット。その後、多くのアーティストによってカヴァーされた。なお、ナット・キング・コールは、1956年のアルバム『アフター・ミッドナイト』で再びこの曲を取り上げた。
- 1961年 - チャック・ベリーが5枚目のアルバム『ニュー・ジューク・ボックス・ヒッツ』でこの曲を取り上げている。このチャック・ベリー・ヴァージョンを基本としてローリング・ストーンズ、ゼム、ドクター・フィールグッドがカヴァーしている。
- 1976年 - カントリー・フィールドで、アスリープ・アット・ザ・ホイール、1990年にマイケル・マーティン・マーフィーでヒット。ボビー・トゥループ自身もレコードにしている。
- 1982年 - マンハッタン・トランスファー（バート・レイノルズの映画『シャーキーズ・マシーン』で使われた）
- 1982年 - ザ・ベンチャーズとエディ藩による共演
- 1988年 - デペッシュ・モード（『Behind the Wheel』とのメドレー）でもリバイバル。
- 日本人では、1970年 - ザ・タイガース、 1999年 - 綾戸智恵、2001年 - 南佳孝、 2014年 - 鮎川誠らがカバーしている。

2006年公開のピクサー制作のディズニー映画『カーズ』では、チャック・ベリーによるカヴァーが挿入歌として、ジョン・メイヤーによるカヴァーがエンディングテーマとして使用されている。

## 備考
1960年からアメリカCBSテレビで放送された同名のテレビドラマ『ルート66』のテーマ曲（ネルソン・リドル楽団によるインストゥルメンタル）は同名異曲である。